# Yukon/NWT Scotties Tournament of Hearts
Yukon/NWT Scotties Tournament of Hearts – były jedynymi międzyterytorialnymi mistrzostwami kobiet w curlingu w Kanadzie, zwyciężczyni występowała jako reprezentacja Jukonu i Terytoriów Północno-Zachodnich na Tournament of Hearts. Zawody rozgrywane były od 1977. Począwszy od 2015 każde terytorium może wystawiać na mistrzostwa Kanady swoją reprezentację, zawody rozdzielono na Yukon Scotties Tournament of Hearts i NWT Scotties Tournament of Hearts.

## Od 2015

### Yukon Scotties Tournament of Hearts
W roku 2015 zgłosiła się tylko jedna drużyna, poprzednie mistrzynie terytoriów, automatycznie uzyskała ona prawo reprezentowania Jukonu w Tournament of Hearts.
| Rok  | Czwarta      | Trzecia        | Druga            | Otwierająca  | Miasto, klub                       | Pozycja na ToH |
| ---- | ------------ | -------------- | ---------------- | ------------ | ---------------------------------- | -------------- |
| 2015 | Sarah Koltun | Chelsea Duncan | Patty Wallingham | Jenna Duncan | Whitehorse Whitehorse Curling Club | 14.            |

### NWT Scotties Tournament of Hearts
| Rok  | Czwarta       | Trzecia       | Druga          | Otwierająca   | Miasto, klub                         | Pozycja na ToH |
| ---- | ------------- | ------------- | -------------- | ------------- | ------------------------------------ | -------------- |
| 2015 | Kerry Galusha | Megan Cormier | Danielle Derry | Shona Barbour | Yellowknife Yellowknife Curling Club | 13.            |

## 1977–2014

### System gry i kwalifikacje Yukon/NWT Scotties Tournament of Hearts
W ostatnich latach rozgrywania połączonego turnieju rywalizowały ze sobą 4 drużyny, turniejami eliminacyjnymi były mistrzostwa poszczególnych terytoriów. Do rywalizacji międzyterytorialnej awansowały po dwa najlepsze zespoły, które grały podwójnym systemem kołowym. 

### Mistrzynie Jukonu/Terytoriów Północno-Zachodnich
| Rok  | Czwarta           | Trzecia           | Druga             | Otwierająca            | Miasto, klub                          | Pozycja na ToH |
| ---- | ----------------- | ----------------- | ----------------- | ---------------------- | ------------------------------------- | -------------- |
| 1977 | Donna Alexander   | Doris Sekulich    | Cecille Ward      | Dora Delmage           |                                       | 8.             |
| 1978 | Donna Alexander   | Doris Sekulich    | Cecille Ward      | Dora Delmage           |                                       | 11.            |
| 1979 | Margaret Whitlock | Marion Clifford   | Delaine Kardash   | Amber Schroter         |                                       | 9.             |
| 1980 | Catharine Shaw    | Donna Alexander   | Lee Brooks        | Marilyn Paradis        |                                       | 6.             |
| 1981 | Donna Alexander   | Doris Sekulich    | Cecille Ward      | Marilyn Paradis        |                                       | 7.             |
| 1982 | Arenlea Felker    | Laurel Baldwin    | Arlene Bond       | Beverly Buckway        | Whitehorse, Takhini Curling Club      | 8.             |
| 1983 | Shelly Bildfell   | Elizabeth McCrae  | Louise McCrae     | Dale Sanderson         | Whitehorse, Whitehorse Curling Club   |                |
| 1984 | Maureen Moss      | Kelly Wilson      | Tracie Boudreault | Melody Flesjer         | Yellowknife, Yellowknife Curling Club | 10.            |
| 1985 | Shelly Bildfell   | Betty McCrae      | Lou McCrae        | Dale Twa               | Whitehorse, Whitehorse Curling Club   | 5.             |
| 1986 | Shelley Aucoin    | Kathy Chapman     | Donna Scott       | Debbie Stokes          | Whitehorse, Whitehorse Curling Club   | 11.            |
| 1987 | Shelley Aucoin    | Kathy Chapman     | Donna Scott       | Debbie Stokes          | Whitehorse, Whitehorse Curling Club   | 7.             |
| 1988 | Shelley Aucoin    | Kathy Chapman     | Donna Scott       | Debbie Stokes          | Whitehorse, Whitehorse Curling Club   | 12.            |
| 1989 | Shelley Aucoin    | Margaret Lawrence | Rose-Marie Baker  | Doris MacKenzie        | Hay River, Hay River Curling Club     | 11.            |
| 1990 | Kathy Chapman     | Dawn Moses        | Debbie Stokes     | Donna Scott            | Whitehorse, Whitehorse Curling Club   | 12.            |
| 1991 | Anna Lidgren      | Merna Hensley     | Shelley Aucoin    | Rose Putland           | Whitehorse, Whitehorse Curling Club   | 9.             |
| 1992 | Dawn Moses        | Deb Stokes        | Lisa Leblanc      | Loralee Leberge        | Whitehorse, Whitehorse Curling Club   | 10.            |
| 1993 | Kelly Kaylo       | Sharon Cormier    | Wendy Ondrack     | Debbie Moss            |                                       | 10.            |
| 1994 | Shelley Aucoin    | Margaret Lawrence | Rose-Marie Baker  | Doris MacKenzie        |                                       | 11.            |
| 1995 | Dawn Moses        | Deb Stokes        | Lisa Leblanc      | Loralee Leberge        |                                       | 11.            |
| 1996 | Donna Scott       | Dianne Nohr       | Peggy Dorosz      | Naomi Cey              | Whitehorse, Whitehorse Curling Club   | 12.            |
| 1997 | Kelly Kaylo       | Sharon Cormier    | Wendy Ondrack     | Debbie Moss            | Yellowknife, Yellowknife Curling Club | 10.            |
| 1998 | Kelly Kaylo       | Dawn Moses        | Sharon Cormier    | Cheryl Burlington      | Yellowknife, Yellowknife Curling Club | 7.             |
| 1999 | Maureen Miller    | Wendy Ondrack     | Twyla Tincher     | Debbie Moss            | Yellowknife, Yellowknife Curling Club | 10.            |
| 2000 | Sandra Hatton     | Rhonda Horte      | Carrie Stahl      | Margaret Lea Phillips  | Whitehorse, Whitehorse Curling Club   | 12.            |
| 2001 | Kerry Koe         | Ainsley Holowec   | Stacey Treptau    | Heather McCagg-Nystrom | Yellowknife, Yellowknife Curling Club | 12.            |
| 2002 | Monique Gagnier   | Kelly Kaylo       | Sharon Cormier    | Cheryl Burlington      | Yellowknife, Yellowknife Curling Club | 9.             |
| 2003 | Dawn Moses        | Sharon Cormier    | Tara Naugler      | Ann Lange              | Yellowknife, Yellowknife Curling Club | 12.            |
| 2004 | Stacey Stabel     | Lisa Freeman      | Alana Fisher      | Debbie Moss            | Yellowknife, Yellowknife Curling Club | 12.            |
| 2005 | Monique Gagnier   | Kerry Koe (skip)  | Kelli Sharpe      | Heather McCagg-Nystrom | Yellowknife, Yellowknife Curling Club | 12.            |
| 2006 | Monique Gagnier   | Kerry Koe (skip)  | Kelli Turpin      | Heather McCagg-Nystrom | Yellowknife, Yellowknife Curling Club | 11.            |
| 2007 | Monique Gagnier   | Kerry Koe (skip)  | Kelli Turpin      | Dawn Moses             | Yellowknife, Yellowknife Curling Club | 11.            |
| 2008 | Kerry Galusha     | Teejay Surik      | Dawn Moses        | Heather McCagg-Nystrom | Yellowknife, Yellowknife Curling Club | 11.            |
| 2009 | Kerry Galusha     | Dawn Moses        | Shona Barbour     | Heather McCagg-Nystrom | Yellowknife, Yellowknife Curling Club | 10.            |
| 2010 | Sharon Cormier    | Tara Naugler      | Megan Cormier     | Danielle Ellis         | Yellowknife, Yellowknife Curling Club | 11.            |
| 2011 | Kerry Galusha     | Dawn Moses        | Wendy Miller      | Shona Barbour          | Yellowknife, Yellowknife Curling Club | 10.            |
| 2012 | Kerry Galusha     | Sharon Cormier    | Wendy Miller      | Shona Barbour          | Yellowknife, Yellowknife Curling Club | 11.            |
| 2013 | Kerry Galusha     | Sharon Cormier    | Megan Cormier     | Wendy Miller           | Yellowknife, Yellowknife Curling Club | 10.            |
| 2014 | Sarah Koltun      | Chelsea Duncan    | Patty Wallingham  | Andrea Sinclair        | Whitehorse, Whitehorse Curling Club   | 12.            |

## Reprezentacja Jukonu i Terytoriów Północno-Zachodnich na Tournament of Hearts
Najlepszy rezultat zawodniczki z terytoriów uzyskały w 1983 zdobywając brązowy medal. Przeważnie plasują się pod koniec tabeli.